# Réal Ouellet
Pour les articles homonymes, voir Ouellet.
Réal Ouellet (né le 29 septembre 1935 à Saint-Alexandre-de-Kamouraska et mort à Québec le 20 février 2022) est un écrivain et professeur québécois.

## Biographie
Après des études à l’université Laval (baccalauréat en psychologie, 1958 ; licence ès lettres, 1961), Réal Ouellet obtient un doctorat de l’université de Paris en 1963 pour une thèse sur « Les relations humaines dans l’œuvre de Saint-Exupéry ». Il a enseigné au département des littératures de l’université Laval à partir de 1963. Il y a été un des fondateurs de la revue Études littéraires en 1968.
Réal Ouellet est un spécialiste des XVIIe et XVIIIe siècles : roman, théâtre, relation de voyage, écrits missionnaires, représentation littéraire de la Nouvelle-France et des Antilles, en passant par les figures de l'Amérindien et du flibustier. Il a publié plusieurs éditions critiques de textes de cette période. Il a été le premier président de la Société canadienne d’étude du dix-huitième siècle (1971-1972) et il a organisé son congrès de 1975 à Québec.
Réal Ouellet est également romancier et nouvelliste.
Les 24, 25 et 26 janvier 2007, un « Colloque en hommage à Denys Delâge et à Réal Ouellet », intitulé «Représentation, métissage et pouvoir. La dynamique coloniale des échanges entre Autochtones, Européens et Canadiens», s’est tenu à Québec.
En le faisant Membre honoraire en 2008, la Société canadienne d’étude du dix-huitième siècle présentait ainsi son apport à la connaissance du Siècle des lumières : «Premier président de notre société (1971-1972), organisateur du congrès de 1975 (Québec), Réal Ouellet a fait une fructueuse carrière au Département des littératures de l'université Laval et enseigné à titre de professeur invité à Ferrare, en Martinique de même qu'en Colombie-Britannique. Spécialiste du roman classique, du théâtre, de la relation de voyage, des écrits missionnaires, de la représentation littéraire de la Nouvelle-France et des Antilles, en passant par les figures de l'Amérindien et du flibustier, Réal Ouellet a produit une œuvre critique sensible à toutes les formes d'altérité culturelle et géographique. Il s'est également illustré dans le domaine de l'édition critique (Lahontan, Sagard et Champlain, entre autres auteurs) et de la création littéraire (nouvelles, romans). Fondateur de la revue Études littéraires, membre actif du Centre interuniversitaire d'études sur les lettres, les arts et les traditions (CELAT), M. Ouellet a vu son travail récompensé par la prestigieuse bourse Killam du Conseil des arts du Canada (1988-1989).»

## Publications

### Livres

#### Études
- Les relations humaines dans l’œuvre de Saint-Exupéry, Paris, Lettres modernes, 1971, 235 p.
- L’univers du roman, Paris, Presses universitaires de France, coll. « SUP », série « Littératures modernes », no 2, 1972, 232 p. Avec Roland Bourneuf. Deuxième édition mise à jour : Paris, Presses universitaires de France, coll. « SUP », série « Littératures modernes », no 2, 1975, 248 p. Troisième édition mise à jour : Paris, Presses universitaires de France, coll. « Littératures modernes », no 2, 1981, 250 p.  (ISBN 2130372155) Autres éditions revues et augmentées en français : 1985, 1989, 1995 et 2002. Traduction italienne : L'universo del romanzo, Turin, Giulio Einaudi, coll. « Piccola biblioteca Einaudi. Saggistica letteraria e linguistica », 33, 2000, vi/236 p. Traduction d’Ornella Galdenzi.  (ISBN 88-06-15440-0) Autres traductions en espagnol, en portugais, en coréen et en japonais. Réédition à Tunis (Cérès), 1998.
- Lettres persanes, Paris, Hachette, coll. « Poche critique », 1976, 96 p. Avec Hélène Vachon.
- L’Univers du théâtre, Paris, Presses universitaires de France, 1978, 230 p. Avec Gilles Girard et Claude Rigault. Deuxième édition corrigée : Paris, Presses universitaires de France, coll. « Littératures modernes », 13, 1986, 230 p.  (ISBN 2130397859) Autre édition revue et augmentée en français : 1995. Traductions en portugais, en roumain, en italien et en coréen. Réédition à Tunis (Cérès), 1997.
- La Relation de voyage en Amérique (XVIe – XVIIIe siècles). Au carrefour des genres, Sainte-Foy (Québec), Presses de l'Université Laval, « Collections de la République des lettres », série « Symposiums », 2010, 165 p.  (ISBN 978-2-7637-9090-9) Réédition : 2015.  (ISBN 978-27056-9010-6)

#### Éditions de textes
- Les Critiques de notre temps et le Nouveau Roman, Paris, Garnier, 1972, 192 p. Présentation et choix de textes par Réal Ouellet.
- Sur Lahontan. Comptes rendus et critiques (1702-1711), Québec, L’hêtrière, 1983, 118 p. Textes présentés et annotés par Réal Ouellet.  (ISBN 2-920536-00-1)
- Saugrain, Dictionnaire de la Nouvelle France. Isles et autres colonies françoises (1726), Québec, L'hêtrière, 1984, 99 p. Reprint. Présenté par Réal Ouellet.  (ISBN 2-920536-01-X)
- Lahontan, Œuvres complètes, Montréal, Presses de l’Université de Montréal, coll. « Bibliothèque du Nouveau Monde », 1990, 2 vol. : 1 474 p. Ill. Édition critique par Réal Ouellet avec la collaboration d’Alain Beaulieu.  (ISBN 2-7606-1540-5)
- Gabriel Sagard, Le grand voyage du pays des Hurons, Montréal, Bibliothèque québécoise, 1990, 383 p. Textes établis par Réal Ouellet. Introduction et notes par Réal Ouellet et Jack Warwick.  (ISBN 2-89406-041-6)
- Samuel de Champlain, Des sauvages, Montréal, Typo, coll. « Amériques », no 73, 1993, 282 p. Texte établi, présenté et annoté par Alain Beaulieu et Réal Ouellet. Édition de 1603.  (ISBN 2-89295-082-1)
- Chrétien Le Clercq, Nouvelle Relation de la Gaspesie, Montréal, Presses de l’Université de Montréal, coll. « Bibliothèque du Nouveau Monde », 1999, 786 p. Ill. Édition critique sous la direction de Réal Ouellet.  (ISBN 2-7606-1751-3)
- Alexandre-Olivier Exquemelin, Histoire des aventuriers flibustiers, Paris, Presses de l'Université Paris-Sorbonne, coll. « Imago mundi », série « Textes », no 1, 2005. Texte de 1686. Établissement du texte, glossaire et index par Réal Ouellet. Introduction et notes par Réal Ouellet et Patrick Villiers.  (ISBN 2-84050-384-0)
- Nouvelles françaises du XVIIIe siècle, Québec, L’instant même, 2005, 478 p. Rassemblées et présentées par Marc André Bernier et Réal Ouellet.  (ISBN 2-89502-202-X)
- Pierre Pelleprat, Relation des missions des pères de la Compagnie de Jésus dans les îles et dans la terre ferme de l'Amérique méridionale, Québec, Presses de l’Université Laval, 2009, 335 p. Ill. Texte établi par Réal Ouellet ; introduction par Marc André Bernier et al.] ; annotation générale, appendices, glossaire et index par Réal Ouellet ; histoire, Lucien Abenon ; histoire religieuse et notices biographiques, Giovanni Pizzorusso ; traduction des textes latins, Agathe Roman et Émilie-Jade Poliquin.  (ISBN 978-2-7637-8659-9)
- Lahontan, Dialogues avec un sauvage suivis des Conversations avec Adario, Montréal, Lux, coll. « Mémoires des Amériques », 2010, 376 p. Édition préparée par Réal Ouellet.  (ISBN 978-2-89596-105-5)
- Jacques Bouton, Relation de l'établissement des Français depuis l'an 1635 en l'île de la Martinique, l'une des Antilles de l'Amérique, suivi de Relation des îles de Saint-Christophe, Gardelouppe et la Martinique, gisantes par les 15 degrés au-deçà de l'Équateur par Hyacinthe de Caen, Québec, Presses de l’Université Laval, « Collections de la République des lettres », série « Sources », 2012, ix/225 p. Édition critique sous la direction de Yvon Le Bras et Réal Ouellet ; textes établis par Rémi Ferland, Yvon Le Bras et Réal Ouellet ; introduction par Vincent Huyghues-Belrose, Yvon Le Bras et Réal Ouellet.  (ISBN 978-2-7637-8826-5)
- Lahontan, Mémoires de l’Amérique septentrionale, Montréal, Lux, coll. « Mémoires des Amériques », 2013, 328 p. Ill. Édition préparée par Réal Ouellet.  (ISBN 9782895961567)
- La Colonisation des Antilles. Textes français du XVIIe siècle. Textes établis, présentés et annotés par Réal Ouellet, Paris, Hermann, « Collections de la République des lettres », 2014, 2 vol. Ill.  (ISBN 978-2-7056-8900-1) (ISBN 978-2-7056-8901-8)

#### Ouvrages collectifs
- Rhétorique et conquête missionnaire. Le jésuite Paul Lejeune, Sillery (Québec), Septentrion et CELAT, coll. « Les nouveaux cahiers du CÉLAT », no 5, 1993, 137 p.  (ISBN 9782921114905)
- Culture et colonisation en Amérique du Nord : Canada, États-Unis, Mexique. Culture and Colonization in North America : Canada, United States, Mexico, Sillery (Québec), Septentrion, coll. « Les nouveaux cahiers du CÉLAT », no 9, 1994, 367 p. Avec Jan Lintvelt et Hub. Herman.  (ISBN 2-89448-024-5)
- Transferts culturels et métissages. Amérique/Europe, XVIe – XXe siècles, Sainte-Foy (Québec) et Paris, Presses de l’Université Laval et l’Harmattan, 1996, 580 p. Ill. Avec Laurier Turgeon et Denys Delâge.  (ISBN 2-7637-7415-6)
- Mythes et géographies des mers du Sud. Études suivies de l'Histoire des navigations aux Terres australes de Charles de Brosses, Dijon, Éditions universitaires de Dijon, 2006, 220 p. Ill. Avec Sylviane Leoni.  (ISBN 2-915552-44-4)

#### Fictions
- L’aventurier du hasard. Le baron de Lahontan. Roman, Sillery (Québec), Septentrion, 1996, 435 p.  (ISBN 2-89448-067-9)
- Regards et dérives. Nouvelles, Québec, L’instant même, 1997, 145 p.  (ISBN 2-921197-92-8)
- Par ailleurs. Nouvelles, Québec, L’instant même, 2005, 132 p.  (ISBN 2-89502-212-7)
- Cet océan qui nous sépare, Québec, Éditions Huit, coll. « Contemporains », no 19, 2008, 254 p. Roman épistolaire.  (ISBN 978-2-921707-23-7)

### Articles et chapitres de livres (sélection)
- « Deux théories romanesques au XVIIIe siècle », Études littéraires, vol. 1, no 2, 1968, p. 233-250.  (ISSN 0014-214X)
- « La théorie du roman épistolaire en France au XVIIIe siècle », Studies on Voltaire and the Eighteenth Century, no 89, 1972, p. 1209-1277.  (ISSN 0435-2866)
- « Savoir d’où nous venons : l’édition de nos premiers textes », Livres et auteurs québécois 1974, 1975, p. 349-360. Avec Claude Rigault.
- « Le discours oxymorique de l’anti-roman », Saggi e Ricerche di letteratura francese, no 14, 1975, p. 109-154. Avec Claude Rigault.
- « Réflexions préliminaires sur l’édition d’un corpus québécois », dans The Association for Canadian and Quebec Literatures Inc. / L’Association des littératures canadiennes et québécoise inc., Situation de l’édition et de la recherche (littérature québécoise ou canadienne-française). Travaux du comité de recherche francophone de l’ALCQ recueillis et présentés par René Dionne, Ottawa, coll. « Documents de travail du Centre de recherche en civilisation canadienne-française », no 18, mai 1978, p. 17-24.
- « Œuvres de la Nouvelle-France à rééditer », dans The Association for Canadian and Quebec Literatures Inc. / L’Association des littératures canadiennes et québécoise inc., Situation de l’édition et de la recherche (littérature québécoise ou canadienne-française). Travaux du comité de recherche francophone de l’ALCQ recueillis et présentés par René Dionne, Ottawa, coll. « Documents de travail du Centre de recherche en civilisation canadienne-française », no 18, mai 1978, p. 49-53.
- « Nouveaux voyages de Mr. le baron de Lahontan dans l’Amérique septentrionale […], de Louis-Armand de Lom d’Arce, baron de Lahontan », dans Maurice Lemire, avec la collaboration de Jacques Blais, Nive Voisine et Jean Du Berger (sous la dir. de), Dictionnaire des œuvres littéraires du Québec. Tome premier. Des origines à 1900, Montréal, Fides, 1978, p. 533-543. Avec Aline Côté-Lachapelle, Claude Rigault et Hélène Vachon.  (ISBN 0-7755-0675-3)
- « La visée historiographique de Charlevoix d’après ses “Liste et examen des auteurs consultés” », Man and Nature/L’homme et la nature (Canadian Society for Eighteenth-Century Studies/Société canadienne d’étude du dix-huitième siècle), no 1, 1982, p. 153-163.  (ISBN 0-920354-14-9)
- « Les Œuvres de Lahontan », Corpus. Bulletin du projet CORPUS D’ÉDITIONS CRITIQUES, no 1, printemps 1982, p. 17-19.  (ISSN 0713-3480)
- « L’œuvre de Lahontan : une subversion du discours historique canonique », dans Scritti sulla Nouvelle-France nel seicento, Bari, Adriatica, coll. « Quaderni del Seicento Francese », no 6, 1984, p. 267-282.
- « Héroïsation du protagoniste et orientation descriptive dans le “Grand voyage au pays des Hurons” », dans Bernard Beugnot (sous la dir. de), Voyages. Récits et imaginaires. Actes de Montréal, Paris, Seattle et Tübingen, Papers on French Seventeenth Century Literature, coll. « Biblio 17 », no 11, 1984, p. 219-239.  (ISSN 0343-0758)
- « Le discours fragmenté de la relation de voyage », Saggi e Ricerche di letteratura francese, no 25, 1986, p. 175-200.
- « Enquête ethnographique et parole amérindienne dans les premières relations de  Lejeune », dans Canada Ieri e Oggi. Atti del 60 Convegno internazionale di studi canadesi. Selva di Fasano. 27-31 marzo 1985, Fasano, Schena Editore, coll. « Biblioteca della ricerca. Cultura Straniera », no 11, 1986, vol. 1, p. 63-82.  (ISBN 8875141339)
- « La fin du voyage. Hasard et parodie chez Lahontan », Études françaises, vol. 22, no 2, automne 1986, p. 87-96.  (ISSN 0014-2085)  (ISBN 2-7606-0757-7)
- « Le statut du réel dans la relation de voyage », Littératures classiques, no 11, janvier 1989, p. 259-272.  (ISSN 0248-9775)
- « Sauvages d’Amérique et discours hétérologique », Études littéraires, vol. 22, no 2, automne 1989, p. 109-122.  (ISSN 0014-214X)
- « Un perpétuel frôlement du désastre : L’hiver de Mira Christophe par Pierre Nepveu », Francofonia, no 16, 1989, p. 3-15.
- « Projet missionnaire et hantise du pouvoir chez le jésuite Paul Lejeune en Canada 1632-1640 », dans Laurier Turgeon (sous la dir. de), Les productions symboliques du pouvoir. XVIe – XXe siècles, Sillery (Québec), Septentrion, coll. « Les nouveaux cahiers du CÉLAT », no 2, 1990, p. 111-123.  (ISBN 2-921114-46-1)
- « Les Histoires d’Hérodote et la relation de voyage en Amérique », dans Lucien Finette (sous la dir. de), Hommage à la mémoire de Ernest Pascal. Mélanges d’études anciennes, Québec, Université Laval, Département des littératures, coll. « Cahiers des études anciennes », no 23, 1990, vol. 1, p. 159-167.  (ISBN 2-920604-07-4)  (ISSN 0317-5065)
- « Jésuites et philosophes lecteurs de Lahontan », Saggi e ricerche di letteratura francese, no 29 (nuova serie), 1990, p. 119-164.
- « Une bataille, trois récits : trois témoignages sur un micro-événement du XVIIe siècle révélateurs de clivages mentaux », Quaderni del Seicento Francese, 10, 1990, p. 329-346.
- « Le paratexte liminaire de la relation de voyage en Amérique », Cahiers de l’Association internationale des études françaises, no 40, mai 1990, p. 177-192. Discussion : p. 313-314.  (ISSN 0571-5865)
- « La traversée comme microcosme anticipatif de l’aventure en terre d’Amérique », dans Madeleine Frédéric (sous la dir. de), Entre l’Histoire et le roman : la littérature personnelle. Actes du Séminaire de Bruxelles (16-17 mai 1991), Bruxelles, Université libre de Bruxelles, Centre d’études canadiennes, 1992, p. 139-155.
- « L’exploration de l’Amérique au début du dix-huitième siècle : mythe et stratégie de colonisation », Studies on Voltaire and the Eighteenth Century, no 305, 1992, p. 1597-1599.  (ISSN 0435-2866)  (ISBN 0-7294-0447-1)
- « Quelques aspects du dialogue dans la relation de voyage », dans Parcours et rencontres. Mélanges de langue, d’histoire et de littérature françaises offerts à Enea Balmas, Paris, Klincksieck, 1993, p. 1099-1111.
- « La Nouvelle-France », La Licorne, no 27, 1993, p. 11-31.  (ISSN 0398-9992)
- « Qu’est-ce qu’une relation de voyage ? », dans Claude Duchet et Stéphane Vachon, La recherche littéraire. Objets et méthodes, Montréal, XYZ éditeur, coll. « Théorie et littérature », 1993, p. 235-252.  (ISBN 2-89261-086-9)
- « Aux origines de la littérature québécoise : nomadisme et indianité », dans La Deriva delle francofonie. Atti dei seminari nnuali di Letterature Francofone, Bologne, Éditrice CLUEB, juillet 1994, p. 1-32.
- « Gestualité et perception de l’autre dans les Relations de Cartier », dans Jan Lintvelt, Réal Ouellet et Hub. Herman (sous la dir. de), Culture et colonisation en Amérique du Nord : Canada, États-Unis, Mexique. Culture and Colonization in North America : Canada, United States, Mexico, Sillery (Québec), Septentrion, coll. « Les nouveaux cahiers du CÉLAT », no 9, 1994, p. 27-48.  (ISBN 2-89448-024-5)
- « Les sauvages de Lahontan : enfants de nature ou porte-parole des Lumières ? », dans Figures de l’Indien, Montréal, L’Hexagone, coll. « Typo », 1995, p. 192-214. Avec Rémi Ferland.
- « Marius Barbeau et l’ethnologie des Amérindiens », Canadian Folklore canadien, vol. 17, no 1, 1995, p. 5-11. Avec Laurier Turgeon et Denys Delâge. Version anglaise, « Marius Barbeau and the Folklore of Amerindians », p. 13-19.
- « Le discours des gravures dans les “Voyages” de Lahontan (1702-1703) », Études de lettres, nos 1-2, 1995, p. 31-48.
- « À la découverte de Lahontan », Dix-huitième siècle, no 27, 1995, p. 323-333.  (ISSN 0070-6760)  (ISBN 2-13-047360-1)
- « Épistolarité et relations de voyage », dans Georges Bérubé et Marie-France Silver (sous la dir. de ), La lettre au XVIIIe siècle et ses avatars. Actes du Colloque international tenu au Collège universitaire Glendon. Université York. Toronto (Ontario) Canada. 29 avril - 1er mai 1993, Toronto, Éditions du Gref, coll. « Dont actes », no 14, 1996, p. 179-199.  (ISBN 0-921916-60-4)
- « Identité québécoise, permanence et évolution », dans Laurier Turgeon, Jocelyn Létourneau et Khadiyatoulah Fall (sous la dir. de), Les espaces de l’identité, Sainte-Foy (Québec), Presses de l’Université Laval, 1997, p. 62-97. Avec Alain Beaulieu et Mylène Tremblay.
- « Sauvages du Canada et du Pacifique chez Bougainville », Revista Española de Estudios Canadienses, vol. 3, no 2, novembre 1997, p. 7-23. Avec Emmanuel Bouchard.
- « Sexualité et mariage dans les relations de voyages réels et imaginaires au début du XVIIIe siècle », dans Olga B. Cragg avec la collaboration de Rosena Davison (sous la dir. de), Sexualité, mariage et famille au XVIIIe siècle, Sainte-Foy (Québec), Presses de l’Université Laval, 1998, p. 27-51.  (ISBN 2-7637-7562-4)
- « Fiction et réalité dans Nouvelles de l’Amérique (anonyme, 1678) et l’Histoire des aventuriers (1686) d’Exquemelin », dans Sylvie Requemora et Sophie Linon-Chipon (sous la dir. de), Les tyrans de la mer : pirates, corsaires et flibustiers, Paris, Presses de l'Université de Paris Sorbonne, coll. « Imago mundi », no 4, 2002.  (ISBN 2-84050-195-3)
- « Français canadiens ou Canadiens ? Construction et mutation d'une identité originale au XVIIIe siècle », Lumen. Travaux choisis de la Société canadienne d’étude du dix-huitième siècle. Selected Proceedings from the Canadian Society for Eighteenth-Century Studies, no XXI, 2002, p. 21-43.  (ISSN 1209-3696)  (ISBN 0-920980-82-1)
- « Lahontan et Exquemelin : deux exemples de dérive textuelle (XVIIe – XVIIIe siècles) », Tangence, no 74, hiver 2004.
- « L’Histoire et voyage des Indes occidentales de Guillaume Coppier, une œuvre viatique paradoxale », dans Gérard Ferreyrolles et Laurent Versini (sous la dir. de), Le livre du monde, le monde des livres. Mélanges en l’honneur de François Moureau, Paris, Presses de l’université Paris-Sorbonne, 2012, p. 673-688.  (ISBN 978-2-84050-877-9)
- « 1703 • Louis Armand de Lom d’Arce, baron de Lahontan. Dialogues avec un Sauvage », dans Claude Corbo (sous la dir. de), Monuments intellectuels de la Nouvelle-France et du Québec ancien. Aux origines d’une tradition culturelle, Montréal, Presses de l’Université de Montréal, coll. « Corpus », 2014, p. 91-104.  (ISBN 978-2-7606-3412-1)

## Distinctions
- 1988-1989 - Bourse Killam
- 2008 - Membre honoraire de la Société canadienne d’étude du dix-huitième siècle[3].

## Sources
- Benoît Melançon, « État de la recherche canadienne sur la littérature française du 18e siècle », Dix-huitième siècle, no 30, 1998, p. 233-243.  (ISSN 0070-6760)  (ISBN 2-13-049855-8)